# Більче-Золоте (гміна)
Гміна Більче-Золоте (пол. Gmina Bilcze Złote) — колишня сільська гміна, яка входила до Борщівського повіту Тернопільського воєводства ІІ Речі Посполитої.
Гміна утворена 1 серпня 1934 року на підставі нового закону про самоуправління (23 березня 1933 року). Гміну створено на основі попередніх гмін: Більче-Золоте, Монастирок, Мушкарів.
Площа гміни — 48,76 км².
Кількість житлових будинків — 942.
Кількість мешканців — 4225
У 1939 році з приходом радянської влади, гміна скасована.